# Джонатан Робъртс
Джонатан Робъртс (на английски: Jonathan Roberts) е американска сценарист, телевизионен продуцент и автор. Най-известен е с работата си по сценария на филма Цар лъв на Дисни.

## Живот и кариера
Роден в Бостън, Робъртс учи английска литература в университета „Браун“ и участва в лятна програма за издаване на книги и списания в Харвард, преди да започне кариерата си.
Първият сценарий на Робъртс е за романтичната комедия Сигурното нещо през 1985 г. По-късно той продължава да пише за ситкома Бързи времена, работейки и като продуцент на проекта.
След това Робъртс се присъединява към отдела за истории на Дисни и работи върху наградения анимационен филм Цар лъв (1994) заедно с Айрин Меки и Линда Улвъртън. Докато е в компанията, работи като съавтор на сценариите на Джеймс и гигантската праскова (1996) и Гърбушкото от Нотр Дам (1996).
През годините е работил като продуцент на сериалите Бевърли Хилс, 90210 и Ръководителят на класа.

## Творчество

### Филми
| Година | Заглавие                       | Бележки                                                   |
| ------ | ------------------------------ | --------------------------------------------------------- |
| 2001   | Таласъми ООД                   | Допълнителен материал към историята                       |
| 2000   | Омагьосаният император         | Некредитиран сценарист                                    |
| 2000   | Динозавър                      | Допълнителен материал към историята                       |
| 1998   | Снежният човек                 | Сценарий с Марк Стивън Джоунс, Стив Блум и Джеф Сесарио   |
| 1996   | Гърбушкото от Нотр Дам         | Сценарий с Таб Мърфи, Айрин Меки, Боб Цудикер и Нони Уайт |
| 1996   | Джеймс и гигантската праскова  | Сценарий с Кери Къркпатрик и Стив Блум                    |
| 1994   | Цар лъв                        | Сценарий с Айрин Меки и Линда Улвъртън                    |
| 1993   | Невероятното пътуване към дома | Сценарий с Каролин Томпсън и Линда Улвъртън               |
| 1985   | Бързо ухапан                   | Сценарий с Дейвид Хайнс и Джефри Хаус                     |
| 1985   | Сигурното нещо                 | Сценарий с Стивън Блум                                    |

### Телевизия
- Бевърли Хилс, 90210 (1991 – 1992, сценарист и ко-продуцент)
- Ръководителят на класа (1989 – 1990, ко-продуцент)
- Бързи времена (1986, сценарист и продуцент)